# Maszyna wirtualna
Maszyna wirtualna (ang. virtual machine, VM) – ogólna nazwa środowiska uruchomieniowego programów.
Maszyna wirtualna kontroluje wszystkie odwołania uruchamianego programu bezpośrednio do sprzętu lub systemu operacyjnego i zapewnia ich obsługę. Dzięki temu program uruchomiony na maszynie wirtualnej „myśli”, że działa na rzeczywistym sprzęcie, podczas gdy w istocie pracuje na sprzęcie wirtualnym, „udawanym” przez odpowiednie oprogramowanie (maszynę wirtualną).
Wykonywanym programem może być zarówno pojedyncza aplikacja, jak i cały system operacyjny lub nawet kolejna maszyna wirtualna. Są one zupełnie odizolowane przez maszynę wirtualną od maszyny fizycznej, w odróżnieniu od klasycznego systemu operacyjnego, który tylko zarządza uruchamianiem aplikacji na maszynie fizycznej.

## Rodzaje maszyn wirtualnych
Maszyny wirtualne to m.in.:
- interpretery, szczególnie interpretery kodu bajtowego
- kompilatory JIT
- emulatory rzeczywiście istniejącego sprzętu, np. emulatory konsol.

Różnice między poszczególnymi typami takich maszyn są płynne. Np. wirtualna maszyna Javy jest powszechnie znana jako samodzielny interpreter, ale ponieważ istniały komputery, które potrafiły wykonywać programy w kodzie bajtowym Javy bezpośrednio, można ją także traktować jako emulator tych maszyn. Ponadto kompilator JIT również jest rozwiązaniem wykorzystywanym podczas interpretacji kodu bajtowego Javy.

## Możliwości maszyn wirtualnych
Maszyny wirtualne pozwalają uruchamiać programy napisane dla innych architektur bez żadnych zmian lub tylko z niewielkimi modyfikacjami (parawirtualizacja). Daje to dużą niezależność od fizycznego sprzętu, choć kosztem dodatkowej warstwy abstrakcji, która wiąże się z pewnymi niedogodnościami: oprogramowanie wirtualizujące samo wymaga części czasu procesora i pamięci operacyjnej, zwiększa także stopień komplikacji układu, a więc i ryzyko błędu. Ponieważ jednak wydajność współczesnych komputerów ciągle rośnie, a osobne warstwy ułatwiają znajdowanie błędów, coraz częściej jest to cena, jaką warto zapłacić za dodatkowe możliwości. Podobne motywy stały za odejściem w informatyce od asemblera w stronę języków wysokiego poziomu (C, programowania obiektowego).
Elementy wirtualizacji pojawiają się zarówno w sprzęcie fizycznym (procesory firmy Transmeta, technologie Virtualization Technology w kościach Intela oraz Pacifica w procesorach AMD), jak i w budowie niektórych systemów operacyjnych (technologia mikrojądra czy wręcz wirtualne systemy operacyjne, które pracują jako aplikacje dla innych systemów), i choć są uznawane jako obiecujące na przyszłość, to jak dotąd nie stały się jeszcze popularne.
Idealna maszyna wirtualna w pełni naśladuje działanie fizycznego sprzętu, teoretycznie możliwe jest więc dowolne i nieograniczone kombinowanie różnych warstw wirtualizacji, w tym np. rekursywne uruchamianie wirtualnych maszyn. Jest to możliwe dzięki przeźroczystości maszyny wirtualnej: każda kolejna maszyna wirtualna zachowuje się tak, jakby działała na sprzęcie fizycznym, nawet jeśli jego rolę pełni inna maszyna wirtualna. Ograniczeniem jest jedynie ilość dostępnych fizycznych zasobów systemowych sprzętu.

## Zastosowania maszyn wirtualnych
Maszyny wirtualne są używane do różnych celów:
- do uruchamiania istniejących aplikacji i systemów operacyjnych w innych środowiskach niż pierwotne
- do bezpiecznego rozdzielania zasobów serwerów i dużych maszyn (mainframe, superkomputery)
- do uruchamiania jednocześnie różnych systemów operacyjnych na jednym komputerze
- dla zapewnienia uniwersalnego środowiska uruchomieniowego
- do uruchamiania na jednym komputerze programowych klastrów (w sytuacjach, gdy nie jest możliwe uruchomienie kilku instancji węzłów klastra w ramach jednego hosta)
- do uzyskania pełnej kontroli nad systemem operacyjnym, np. podczas analizowania jego pracy
- do optymalizacji pracy programów, poprzez kontrolę ich środowiska działania i procesu translacji kodu
- do uruchamiania niezaufanego kodu w wyizolowanym środowisku.

Poszczególne korzyści mogą występować łącznie, na przykład uruchamianie wielu wirtualnych maszyn na dużym komputerze odbywa się pod ścisłą kontrolą stanu ich działania.